# Leokadia Małunowiczówna
Leokadia Małunowiczówna (ur. 7 lipca 1910 w Baku, zm. 1 maja 1980 w Lublinie) – polska filolog klasyczna, badaczka antyku chrześcijańskiego, profesor Katolickiego Uniwersytetu Lubelskiego.

## Życiorys
Urodziła się w Baku, gdzie jej ojciec był pracownikiem kolei. Do Polski przyjechała wraz z rodziną w 1919 roku. W 1922 roku zamieszkali w Wilnie. Była absolwentką Gimnazjum im. Elizy Orzeszkowej w Wilnie (1929). Następnie studiowała historię i filologię klasyczną na Uniwersytecie Stefana Batorego. Na studiach wraz z Antonim Gułubiewem i Stanisławem Stommą jako działacze Stowarzyszenia Katolickiej Młodzieży Akademickiej "Odrodzenie" współtworzyła uniwersyteckie czasopismo "Pax". Dyplom magisterski uzyskała w 1936 roku, będąc już asystentką w Katedrze Filologii Klasycznej. W roku 1938 uzyskała stypendium z Funduszu Kultury Narodowej na roczne studia w Rzymie w Pontificio Istituto di Archeologia Cristiana (zakończone stopniem bakałarza).
Po II wojnie światowej znalazła zatrudnienie jako asystentka na Uniwersytecie Mikołaja Kopernika w Toruniu, tam też uzyskała stopień doktora w 1948. Promotorem pracy doktorskiej Treść i zakres terminu "Sacramentum" u Hilarego z Poitiers był Stanisław Skimina). W 1949 roku została zwolniona z powodów politycznych z UMK. 
W 1950 roku została zatrudniona na Katolickim Uniwersytecie Lubelskim. Początkowo jako adiunkt przy II Katedrze Filologii Klasycznej. Od roku 1953/1954 kierowała Sekcja Filologii Klasycznej KUL. Od 1956 była docentem; profesor nadzwyczajny od 1972. Od 1965 roku kierownik II Katedry Filologii Klasycznej KUL. Była członkiem władz Instytutu Świeckiego Przemienienia Pańskiego, w związku z czym została zatrzymana 19 października 1966 i następnie aresztowana. Ostatecznie zwolniono ją 16 grudnia 1966, a śledztwo umorzono w marcu 1968.
Z jej inicjatywy i Jana Marii Szymusiaka w 1969 roku został na KUL powołany Międzywydziałowy Zakład Badań nad Antykiem Chrześcijańskim. Od 1969 była zastępcą kierownika tej placówki, od 1973 kierownikiem.

## Zainteresowania badawcze
Jej zainteresowania badawcze obejmowały: antyk pogański i chrześcijaństwo starożytne - ich wzajemne relacje. Dużo uwagi poświęciła wpływowi antyku pogańskiego na antyczne chrześcijaństwo. Zajmowała się też semantyka języka łacińskiego i metodologia  pracy naukowej w zakresie filologii klasycznej. W ostatnich latach życia zajęła się patrystyką co miało wyraz w redagowaniu serii wydawniczej: Starożytne Teksty Chrześcijańskie. Przez wiele lat badała współistnienie w dziełach greckich Ojców Kościoła, elementów pogańskich z chrześcijańskimi. W swoich badaniach podkreślała, że chrystianizacji świata greckiego towarzyszyła hellenizacja wiary chrześcijańskiej. Wiele uwagi poświęciła też epistolografii chrześcijańskiej. Była uczestnikiem kongresów patrystycznych. 

## Publikacje
- (redakcja i przekład) Libanios, Wybór mów, przeł. z grec. i oprac. Leokadia Małunowiczówna, Wrocław: Zakład im. Ossolińskich 1953 (wyd. 2 - Wrocław: Zakład Narodowy im. Ossolińskich. Wydawnictwo -  Warszawa: De Agostini Polska 2006).
- Podręcznik łaciny kościelnej, Warszawa: Pax 1954.
- Wstęp do filologii klasycznej wraz z metodologią pracy umysłowej i naukowej, Lublin: TNKUL 1960.
- Roma Christiana: podręcznik łaciny chrześcijańskiej, Lublin: Towarzystwo Naukowe Katolickiego Uniwersytetu Lubelskiego 1961 (wyd. 2 - Lublin: Redakcja Wydawnictw KUL 1986; wyd. 3 - 1991; wyd. 4 - 1994).
- De voce "sacramenti" apud s. Hilarium Pictaviensem, Lublin: TNKUL 1957.
- (redakcja) Kazania i homilie na święta Pańskie i Maryjne, zebrał i wstępem opatrzył L. Gładyszewski, redakcja L. Małunowiczówna, Lublin: Towarzystwo Naukowe Katolickiego Uniwersytetu Lubelskiego 1976.
- (redakcja) Antologia listu starochrześcijańskiego, t. 1: Listy z dziedziny kierownictwa duchowego, pod red. Leokadii Małunowiczówny,  Lublin: KUL 1978.
- (redakcja) 	Antologia modlitwy wczesnochrześcijańskiej, wybór, wstęp i oprac. Leokadia Małunowiczówna, pracę ukończył i do dr. przygot. Ludwik Gładyszewski, Lublin: TNKUL 1993.